# The Outforce
The Outforce là tựa game chiến lược thời gian thực (RTS) góc nhìn từ trên xuống truyền thống lấy bối cảnh chiến tranh vũ trụ trong tương lai xa khi nhân loại rời khỏi Trái Đất tiến ra ngoài không gian tự gầy dựng nền văn minh riêng biệt cũng như phải đối mặt với các chủng tộc ngoài hành tinh. Đây cũng là trò chơi đầu tiên của hãng O3 Games về sau đổi tên thành Starbreeze Studios.

## Lối chơi
The Outforce có lối chơi thuộc thể loại chiến lược thời gian thực (RTS) diễn ra ngoài không gian sâu thẳm trong vũ trụ đầy ắp hiểm họa khôn lường. Có ba chủng tộc trong game để người chơi tùy ý lựa chọn và hơn 120 đơn vị quân khác nhau có sẵn, bao gồm tàu kéo, đơn vị quân chia theo từng giai đoạn và đơn vị cảm tử quân. Môi trường đồ họa 3D có kiểu camera nổi tự do với trường thu phóng thay đổi. Trí tuệ nhân tạo trong game hay AI được nhà sản xuất thực hiện bằng thuật toán học tập di truyền và hệ thống vật lý được dàn dựng khá tốt trong game bao gồm sóng áp suất, va chạm đàn hồi, trọng lực và lực đẩy và kéo. Phần chơi nối mạng có thể lên tới tối đa tám người chơi thông qua Internet hoặc LAN.

## Đón nhận
The Outforce nhận được nhiều đánh giá "trái chiều" theo trang tổng hợp kết quả đánh giá game Metacritic.  Tuy vậy, đây vẫn là tựa game thành công về mặt thương mại của hãng O3 Games.